# 分裂せる家
『分裂せる家』（ぶんれつせるいえ、A House Divided）はパール・S・バックが発表した小説。『大地』、『息子たち』の続編。3部作の第3部に当たる。

## あらすじ
王虎の息子で南の軍官学校に留学していた王元は、戦争に疑問を持ち、王虎の元に戻ってくる。そこで王虎に無理やり結婚させられそうになった王元は家を飛び出し、南に住んでいる、自らの母とは別の王虎の妻の下に身を寄せる。その南の町には異母妹や伯父の王一一家も住んでいた。王元は、王一の一人の息子（王孟）が革命党の党員であることを知り、この従兄弟の求めに応じて革命党の党員となる。しかし、革命党の勢力におびえた町が革命党員の摘発に乗り出し、王孟は街を脱出、王元は逮捕されてしまうが、王虎らが役人に金を積んだおかげで釈放された。街にいられなくなった王元は、王一の息子の王盛と共にアメリカに亡命同然で留学する。アメリカに留学した王元は、アメリカが有している進んだ知識や文化に圧倒されるが、次第にそれを中国と比べて賛美したり卑下したりするようになる。大学で最優秀の成績を納める王元は、ある老教授に気に入られ、家に招かれるようになる。彼はその家にいた教授の一人娘と親しくなるも、その娘に愛を求められるとそれを拒む。彼は6年間留学し、最優秀の成績で大学を卒業、中国に帰国する。王虎のもとに帰ってみると、権勢を誇った父はすっかり年老いて、部下も少なく、すっかり疲弊していた。王孟は革命軍の大尉となって新しい国づくりに関わっていた。彼は新しい首都に開かれる大学に講師として王元を招き、王元はその招きに応じる。年老いた王虎は、匪賊に襲われ瀕死の重傷を負い、王龍が元いた家で王元に見取られて亡くなっていく。

## 王元とパール・S・バック
バックは中国に育ち、大学に入学するまでずっと中国で過ごした。よって外見上は白人であり、中国人ではなくても、内面は中国人であった。バックは王元のアメリカ留学後の特殊な精神状態を自らの経験の元に書いたと考えられる。

## 小説内の出来事と歴史
この小説にはさまざまな事件や機関が出てくる。これはすべてその当時の実在の機関がモデルになっていると考えられる。
- 軍官学校 - 黄埔軍官学校
- 革命党 - 中国国民党

など